# La maledizione del licantropo
La maledizione del licantropo (Blood Beast) è un romanzo horror per ragazzi del 4 giugno 2007 e quinto capitolo della serie Demonata di Darren Shan, che è stata tradotta in 9 lingue e pubblicata in numerosi paesi.

## Trama
Gli eventi di questo libro avvengono circa un anno dopo quelli raccontati in Massacro. Grubbs Grady è tornato nella Carcery Vale. La sua vita sembra essersi sistemata alla fine. Sta andando bene con Dervish. Grubbs sta lottando per contenere il talento magico ha scoperto nella città di Massacro. Non vuole diventare un discepolo e spera che le sue capacità si dissolvano nascondendole abbastanza a lungo, Ma le sue capacità da mago sono in crescita per tutto il tempo. Sta avendo incubi terribili e sospetta di essersi trasformato in un licantropo.
Queste cose tornano in mente a Grubbs ed ai suoi amici, quando Loch e Bill-E decidono di fare una caccia al tesoro. Durante l'esplorazione di un tunnel che conduce ad una grotta, Grubbs sente un urlo dietro di lui, si gira e trova il corpo senza vita di Loch sul pavimento ed il sangue che esce dalla sua testa. Bill-E lascia il gruppo per cercare aiuto, e Grubbs tenta senza successo di resuscitare Loch, il cui cuore si è fermato. Dervish ritorna con Bill-E ed insieme dispongono il corpo di Loch in una cava vicina. Dervish spiega che la grotta è una potenziale porta per i demoni per entrare nel mondo umano ed è sua responsabilità salvaguardarla.
Grubbs torna a scuola, e si incontra con il nuovo psicologo, Juni Swan, che aveva in precedenza incontrato in Massacro. Juni ha anche un dono per la magia. Diventa sentimentalmente coinvolto con Dervish, che le insegna altre magie.
Per diverse notti intorno al periodo della luna piena, Grubbs ha un momento difficile ed un dolore estremo. Juni suggerisce di incontrarsi alla grotta. Grubbs  corre alla grotta, dove si trasforma in un lupo mannaro. Quando torna ad uno stato umano,  scopre che ha ucciso i nonni di Bill-E ed i tutori legali. Non volendo uccidere ancora, lui e Juni decidono di scappare. Salgono su un aereo e Grubbs si addormenta. Quando si sveglia, la cabina di guida si apre e demoni appaiono, e iniziando ad attaccare i passeggeri.

## Edizioni
- Darren Shan, La maledizione del licantropo, traduzione di S. Marcolini, Mondadori, 2008.